# Форкијаде (Белуно)
Форкијаде (итал. Forchiade) је насеље у Италији у округу Белуно, региону Венето.
Према процени из 2011. у насељу је живело 25 становника. Насеље се налази на надморској висини од 863 м.